# Sven Olson
Sven Olof Halvard Olson, född 14 maj 1930 i Göteborg, död 17 mars 2008 i Härlanda, var en svensk gitarrist.
Olson började sin musikerkarriär 1947 och spelade i olika orkestrar i Göteborg. Under 1950-talet ingick han i orkestern Swinging Swedes och turnerade även med Putte Wickman. I mitten av 1960-talet bildade han gruppen
Scandinavian Five som var verksamma fram till 1970. 
Från 1970-talet gjorde han musikalisk underhållning tillsammans med Povel Ramel och Sture Åkerberg under rubriken "Sven Olsons trio – vid pianot P. Ramel". Som ett exempel på samarbetet kan nämnas "The Sukiyaki Syndrome" 1984. Han hade även en roll i Povel Ramels TV-serie Semlons gröna dalar.
Olson är kanhända mest känd som gitarrist under sju säsonger i Lennart Hylands TV-program Gomorron Sverige, där han var med redan från starten 1977. Han medverkade även i många caféprogram i TV. Senare började han ägna sig åt måleri och hade flera utställningar i Göteborg. Olson är gravsatt i minneslunden på Kvibergs kyrkogård.